# Khan (hudební skupina)
Khan byla britská progresivní rocková skupina, kterou založil kytarista Steve Hillage v roce 1971. Dalšími členy byli baskytarista Nick Greenwood, klávesista Dick Heninghem a bubeník Pip Pyle. Pyle však brzy odešel a nahradil jej Eric Peachey, v říjnu 1979 odešel i Heninghem a byl nahrazen Davem Stewartem. Na přelomu let 1971 a 1972 skupina nahrála své jediné album Space Shanty, které vyšlo v červnu 1972 u vydavatelství Deram Records. V létě 1972 odešel Heninghem a nahradil jej Nigel Griggs. Skupina vystupovala až do října 1972; následně se rozpadla a Hillage začal hrát s kapelou Kevina Ayerse a následně s Gong. Ke konci existence plánovali vydat druhé album a už měli i napsané písně, ty později nahrál Hillage pro své sólové album Fish Rising.